# Nuorajärvi, Lappland
Nuorajärvi är en sjö i Kiruna kommun i Lappland och ingår i Torneälvens huvudavrinningsområde. Sjön har en area på 2,31 kvadratkilometer och ligger 320,4 meter över havet. Nuorajärvi ligger i Torne och Kalix älvsystem Natura 2000-område. Sjön avvattnas av vattendraget Torneälven (Kamajåkka).

## Delavrinningsområde
Nuorajärvi ingår i det delavrinningsområde (754960-169023) som SMHI kallar för Utloppet av Nuorajärvi. Medelhöjden är 356 meter över havet och ytan är 14,63 kvadratkilometer. Räknas de 280 avrinningsområdena uppströms in blir den ackumulerade arean 5 457,19 kvadratkilometer. Avrinningsområdets utflöde Torneälven (Kamajåkka) mynnar i havet. Avrinningsområdet består mestadels av skog (73 procent). Avrinningsområdet har 2,68 kvadratkilometer vattenytor vilket ger det en sjöprocent på 18,3 procent.